# Seymour, Illinois
Seymour är en ort i Champaign County i delstaten Illinois, USA.